# Macropus thor
Macropus thor — вид ссавців  роду кенгуру (Macropus), представник родини Кенгурових (Macropodidae). Голотипом є права нижня щелепа з P3-M4.